# Heartbreak Hotel
"Heartbreak Hotel" é uma canção gravada pelo músico norte-americano de rock and roll Elvis Presley. Foi lançada como single por Elvis em 27 de janeiro de 1956, pela primeira vez na sua nova gravadora, a  RCA Victor. A canção foi escrita por Tommy Durden e Mae Boren Axton.
“Heartbreak Hotel” tornou-se o primeiro disco de Elvis a vender um milhão de cópias e foi a primeira música escrita especialmente para ele com o estilo rockabilly em mente. Faz parte do repertório de Elvis das canções gravadas para o documentário Elvis: That's the Way It Is de 1970.
A música tem uma versão um ano antes, 1955 e segue como; Glenn Reeves - Heartbreak Hotel - (1955 - First Demo Ever).
Foi a 37ª música mais tocada nas rádios brasileiras em 1956. Esteve presente na lista das 500 melhores canções de todos os tempos da revista Rolling Stone.